# Nokia Lumia Icon
Nokia Lumia Icon (ban đầu được biết tới qua tên Lumia 929) là một chiếc điện thoại thông minh cao cấp được phát triển bởi Nokia và chạy hệ điều hành Windows Phone 8 của Microsoft. Chiếc điện thoại được công bố vào ngày 12 tháng 2 năm 2014, và được phát hành cho nhà mạng Verizon Wireless tại Hoa Kỳ vào ngày 20 tháng 2 năm 2014. Verizon hiện là đơn vị độc quyền bán chiếc điện thoại này tại thị trường Hoa Kỳ; phiên bản quốc tế của nó là chiếc Nokia Lumia 930.
Vào ngày 11 tháng 2 năm 2015, Verizon phát hành hệ điều hành Windows Phone 8.1 và bản cập nhật firmware Lumia Denim cho chiếc Icon. Vào ngày 23 tháng 6 năm 2016, Verizon tiếp tục phát hành bản cập nhật hệ điều hành Windows 10 Mobile cho Icon.

## Tính năng chính
Các tính năng chính của chiếc Lumia Icon là:
- Màn hình cảm ứng 5 inch AMOLED độ phân giải 1920x1080[10] với mật độ 441 PPI
- Vi xử lý Qualcomm Snapdragon 800
- 2GB LPDDR3 RAM
- Máy ảnh 20 MP PureView với ống kính Carl Zeiss với tính năng gộp điểm ảnh (pixel oversampling)
- Ổn định hình ảnh quang học
- Quay video 2160p (4K UHD) với tốc độ 30fps[11]
- Bốn micro với tính năng giảm tiếng ôn
- Wi-Fi Wireless AC
- Hỗ trợ 4G LTE
- Trợ lý ảo Microsoft Cortana với tính năng kích hoạt giọng nói "Hey Cortana" (trong bản cập nhật Lumia Denim)

## Phát hành
Chiếc điện thoại được bán độc quyền thông qua nhà mạng Verizon tại Hoa Kỳ với giá 199.99 USD kèm theo bản hợp đồng 2 năm hoặc 549.99 USD không kèm hợp đồng.  Chiếc Lumia Icon gần như có các thông số bên trong y hệt như chiếc Nokia Lumia 1520, chỉ khác ở kích thước màn hình nhỏ hơn là 5 inch so với 6 inch của Lumia 1520.
Chiếc Nokia Lumia 930, ra mắt vào tháng 4 năm 2014, gần như y hệt với chiếc Icon cả về thiết kế lẫn thông số. Tuy nhiên, chiếc 930 sử dụng kết nối GSM và được cài sẵn Windows Phone 8.1 với firmware Cyan, và là phiên bản toàn cầu của Icon. Trong khi chiếc 930 đã được cập nhật lên Denim (chứa bản cập nhật Windows Phone 8.1 Update), Verizon trước đó đã bị chỉ trích vì không phát hành bản cập nhật Cyan cho Icon. Nay Verizon Wireless đã cập nhật chiếc Icon thẳng lên Denim, bỏ qua bản Cyan, các khác biệt về hệ điều hành và firmware hầu như đã bị xóa bỏ.

## Đặt tên
Trong khi được phát triển, Nokia Lumia Icon được gọi bằng số mẫu điện thoại. Các ảnh chụp màn hình trong quá trình phát triển ban đầu và các phụ kiện mẫu đã gọi chiếc điện thoại với cái tên Lumia 929. Việc làm này là để cho phù hợp với nguyên tắc đặt tên trước đó của Nokia, gán một con số tương ứng với vị trí của chiếc điện thoại trong danh sách phát hành của Nokia, các số lớn tương ứng với các thiết bị cao cấp hơn và các số nhỏ tương ứng với các thiết bị bình dân hơn. Khi được ra mắt, chiếc điện thoại giữ nguyên số mẫu thiết bị 929, nhưng là chiếc Lumia đầu tiên dùng tên khác so với con số này để làm tên chính thức.

## Sự đón nhận
Lumia Icon nhận được các đánh giá khá tích cực, với một số bình luận cho rằng đây là chiếc Windows Phone tốt nhất từng được ra mắt, khen ngợi chất lượng máy ảnh, màn hình và tốc độ chung của máy nhưng phê bình việc bị bán độc quyền chỉ trong một nhà mạng và tốc độ chuyển đổi giữa các ảnh chậm của máy ảnh. Các nhà đánh giá đưa ra các ý kiến trái chiều về thiết kế của chiếc điện thoại, một số khen ngợi chất lượng cao cấp của vỏ kim loại, số khác cho rằng thiết kế này quá thực dụng và bảo thủ.
Brad Molen của Engadget gọi chiếc Lumia Icon là "chiếc Windows Phone cao cấp mà chúng tôi đã muốn từ lâu. Nó có màn hình tuyệt đẹp, hiệu năng tốt và khả năng chụp ảnh tốt, nhưng việc chỉ bán cho Verizon sẽ giới hạn sự xuất hiện của nó." và Mark Hachman của PCWorld cho rằng "Nếu bạn là một người yêu các ứng dụng, vẫn sẽ tốt hơn nếu bạn mua một chiếc điện thoại iPhone hoặc Android với nhiều ứng dụng bên thứ ba. Nhưng rõ ràng chiếc Icon và Lumia 1520 là những chiếc Windows Phone tốt nhất trên thị trường. Lựa chọn giữa hai thiết bị này đơn giản chỉ phụ thuộc vào kích cỡ mà bạn muốn thôi." Christina Bonnington từ Wired cho rằng chiếc Windows Phone tốt nhất từ trước tới nay vẫn gây thất vọng, và có nhắc tới chất lượng cuộc gọi làm một trong những nguyên nhân chính, nhưng khen ngợi chất lượng gia công tốt, có trang bị sạc không dây và vi xử lý mạnh mẽ.